# Negrilești (župa Galați)
Negrilești je rumunská obec v župě Galați. V roce 2011 zde žilo 2 405 obyvatel. Obec se skládá ze dvou částí.

## Části obce
- Negrilești – 1 481 obyvatel
- Slobozia Blăneasa – 924 obyvatel